# Eschborn-Frankfurt 2024
Eschborn-Frankfurt 2024 – 63. edycja wyścigu kolarskiego Eschborn-Frankfurt, która odbyła się 1 maja 2024 na trasie o długości ponad 203 kilometrów, biegnącej z Eschborn do Frankfurtu nad Menem. Impreza kategorii 1.UWT była częścią UCI World Tour 2024.

## Drużyny
| WorldTeams (14)- Alpecin-Deceuninck - Arkéa-B&B Hotels - Bahrain Victorious - Bora-Hansgrohe - Cofidis - Decathlon-AG2R La Mondiale - EF Education-EasyPost - Intermarché-Wanty - Lidl-Trek - Movistar Team - Soudal Quick-Step - Team dsm-firmenich PostNL - Team Jayco AlUla - UAE Team Emirates ProTeams (5)- Israel-Premier Tech - Lotto Dstny - Q36.5 Pro Cycling Team - Tudor Pro Cycling Team - Uno-X Mobility |
| |

### Lista startowa
| Alpecin-Deceuninck ADC | Alpecin-Deceuninck ADC     | Alpecin-Deceuninck ADC |
| ---------------------- | -------------------------- | ---------------------- |
| Nr                     | Kolarz                     | Miejsce                |
| 1                      | Søren Kragh Andersen (DEN) | 8.                     |
| 2                      | Juri Hollmann (GER)        | 46.                    |
| 3                      | Axel Laurance (FRA)        | 32.                    |
| 4                      | Xandro Meurisse (BEL)      | 86.                    |
| 5                      | Henri Uhlig (GER)          | 61.                    |
| 6                      | Stan Van Tricht (BEL)      | DNF                    |
| 7                      | Luca Vergallito (ITA)      | 31.                    |

| Bora-Hansgrohe BOH | Bora-Hansgrohe BOH          | Bora-Hansgrohe BOH |
| ------------------ | --------------------------- | ------------------ |
| Nr                 | Kolarz                      | Miejsce            |
| 11                 | Maximilian Schachmann (GER) | 34.                |
| 12                 | Roger Adrià (ESP)           | 5.                 |
| 13                 | Cesare Benedetti (POL)      | 72.                |
| 14                 | Emanuel Buchmann (GER)      | 23.                |
| 15                 | Marco Haller (AUT)          | 21.                |
| 16                 | Sergio Higuita (COL)        | 26.                |
| 17                 | Frederik Wandahl (DEN)      | 70.                |

| Q36.5 Pro Cycling Team Q36 | Q36.5 Pro Cycling Team Q36 | Q36.5 Pro Cycling Team Q36 |
| -------------------------- | -------------------------- | -------------------------- |
| Nr                         | Kolarz                     | Miejsce                    |
| 21                         | Matteo Badilatti (SUI)     | 27.                        |
| 22                         | Gianluca Brambilla (ITA)   | DNF                        |
| 23                         | Fabio Christen (SUI)       | 56.                        |
| 24                         | David de la Cruz (ESP)     | 16.                        |
| 25                         | Alessandro Fancellu (ITA)  | DNF                        |
| 26                         | Frederik Frison (BEL)      | 60.                        |
| 27                         | Jannik Steimle (GER)       | DNF                        |

| UAE Team Emirates UAD | UAE Team Emirates UAD      | UAE Team Emirates UAD |
| --------------------- | -------------------------- | --------------------- |
| Nr                    | Kolarz                     | Miejsce               |
| 31                    | Nils Politt (GER)          | 66.                   |
| 32                    | Filippo Baroncini (ITA)    | 53.                   |
| 33                    | Sjoerd Bax (NED)           | 37.                   |
| 34                    | Jan Christen (SUI)         | 15.                   |
| 35                    | Alessandro Covi (ITA)      | DNF                   |
| 36                    | Marc Hirschi (SUI) (szosa) | 9.                    |
| 37                    | Diego Ulissi (ITA)         | 12.                   |

| Team dsm-firmenich PostNL DFP | Team dsm-firmenich PostNL DFP | Team dsm-firmenich PostNL DFP |
| ----------------------------- | ----------------------------- | ----------------------------- |
| Nr                            | Kolarz                        | Miejsce                       |
| 41                            | John Degenkolb (GER)          | 76.                           |
| 42                            | Patrick Eddy (AUS)            | DNF                           |
| 43                            | Enzo Leijnse (NED)            | 83.                           |
| 44                            | Niklas Märkl (GER)            | DNF                           |
| 45                            | Tim Naberman (NED)            | DNF                           |
| 46                            | Frank van den Broek (NED)     | 20.                           |
| 47                            | Kevin Vermaerke (USA)         | 7.                            |

| Uno-X Mobility UXM | Uno-X Mobility UXM         | Uno-X Mobility UXM |
| ------------------ | -------------------------- | ------------------ |
| Nr                 | Kolarz                     | Miejsce            |
| 51                 | Alexander Kristoff (NOR)   | 45.                |
| 52                 | Jonas Abrahamsen (NOR)     | 51.                |
| 53                 | Odd Christian Eiking (NOR) | 29.                |
| 54                 | Markus Hoelgaard (NOR)     | 10.                |
| 55                 | Ådne Holter (NOR)          | 28.                |
| 56                 | Rasmus Tiller (NOR)        | 79.                |
| 57                 | Søren Wærenskjold (NOR)    | 38.                |

| Israel-Premier Tech IPT | Israel-Premier Tech IPT   | Israel-Premier Tech IPT |
| ----------------------- | ------------------------- | ----------------------- |
| Nr                      | Kolarz                    | Miejsce                 |
| 61                      | Riley Sheehan (USA)       | 3.                      |
| 62                      | Derek Gee (CAN)           | 14.                     |
| 63                      | Mason Hollyman (GBR)      | 65.                     |
| 64                      | Hugo Houle (CAN)          | 71.                     |
| 65                      | Oded Kogut (ISR)          | DNF                     |
| 66                      | Mads Würtz Schmidt (DEN)  | 54.                     |
| 67                      | Michael Schwarzmann (GER) | DNF                     |

| Lidl-Trek TBL | Lidl-Trek TBL               | Lidl-Trek TBL |
| ------------- | --------------------------- | ------------- |
| Nr            | Kolarz                      | Miejsce       |
| 71            | Thibau Nys (BEL)            | 13.           |
| 72            | Giulio Ciccone (ITA)        | 36.           |
| 73            | Tim Declercq (BEL)          | 62.           |
| 74            | Fabio Felline (ITA)         | 59.           |
| 75            | Jacopo Mosca (ITA)          | DNF           |
| 76            | Mathias Vacek (CZE) (szosa) | 47.           |
| 77            | Otto Vergaerde (BEL)        | 87.           |

| Lotto Dstny LTD | Lotto Dstny LTD         | Lotto Dstny LTD |
| --------------- | ----------------------- | --------------- |
| Nr              | Kolarz                  | Miejsce         |
| 81              | Maxim Van Gils (BEL)    | 1.              |
| 82              | Johannes Adamietz (GER) | 88.             |
| 83              | Jasper De Buyst (BEL)   | DNF             |
| 84              | Thomas De Gendt (BEL)   | DNF             |
| 85              | Pascal Eenkhoorn (NED)  | DNF             |
| 86              | Arjen Livyns (BEL)      | DNF             |
| 87              | Liam Slock (BEL)        | 49.             |

| Soudal Quick-Step SOQ | Soudal Quick-Step SOQ   | Soudal Quick-Step SOQ |
| --------------------- | ----------------------- | --------------------- |
| Nr                    | Kolarz                  | Miejsce               |
| 91                    | Paul Magnier (FRA)      | DNF                   |
| 92                    | Ayco Bastiaens (BEL)    | DNF                   |
| 93                    | Gil Gelders (BEL)       | DNF                   |
| 94                    | Yves Lampaert (BEL)     | 52.                   |
| 95                    | Fausto Masnada (ITA)    | 30.                   |
| 96                    | Pepijn Reinderink (NED) | 55.                   |
| 97                    | Warre Vangheluwe (BEL)  | 95.                   |

| EF Education-EasyPost EFE | EF Education-EasyPost EFE          | EF Education-EasyPost EFE |
| ------------------------- | ---------------------------------- | ------------------------- |
| Nr                        | Kolarz                             | Miejsce                   |
| 101                       | Neilson Powless (USA)              | 22.                       |
| 102                       | Owain Doull (GBR)                  | 80.                       |
| 103                       | Ben Healy (IRL) (szosa)            | 74.                       |
| 104                       | Lukas Nerurkar (GBR)               | 4.                        |
| 105                       | Darren Rafferty (IRL)              | 33.                       |
| 106                       | Jonas Rutsch (GER)                 | 17.                       |
| 107                       | Jardi Christiaan van der Lee (NED) | DNF                       |

| Team Jayco AlUla JAY | Team Jayco AlUla JAY   | Team Jayco AlUla JAY |
| -------------------- | ---------------------- | -------------------- |
| Nr                   | Kolarz                 | Miejsce              |
| 111                  | Caleb Ewan (AUS)       | DNF                  |
| 112                  | Felix Engelhardt (GER) | 58.                  |
| 113                  | Anders Foldager (DEN)  | 41.                  |
| 114                  | Kelland O’Brien (AUS)  | 94.                  |
| 115                  | Mauro Schmid (SUI)     | DNF                  |
| 116                  | Callum Scotson (AUS)   | 25.                  |
| 117                  | Max Walscheid (GER)    | 77.                  |

| Arkéa-B&B Hotels ARK | Arkéa-B&B Hotels ARK     | Arkéa-B&B Hotels ARK |
| -------------------- | ------------------------ | -------------------- |
| Nr                   | Kolarz                   | Miejsce              |
| 121                  | Vincenzo Albanese (ITA)  | 57.                  |
| 122                  | Amaury Capiot (BEL)      | 92.                  |
| 123                  | Thibault Guernalec (FRA) | 93.                  |
| 124                  | Simon Guglielmi (FRA)    | 75.                  |
| 125                  | Laurens Huys (BEL)       | DNF                  |
| 126                  | Mathis Le Berre (FRA)    | 67.                  |
| 127                  | Matis Louvel (FRA)       | DNF                  |

| Bahrain Victorious TBV | Bahrain Victorious TBV | Bahrain Victorious TBV |
| ---------------------- | ---------------------- | ---------------------- |
| Nr                     | Kolarz                 | Miejsce                |
| 131                    | Nikias Arndt (GER)     | DNF                    |
| 132                    | Yukiya Arashiro (JPN)  | 84.                    |
| 133                    | Nicolo Buratti (ITA)   | 85.                    |
| 134                    | Matevž Govekar (SLO)   | 39.                    |
| 135                    | Jack Haig (AUS)        | DNS                    |
| 136                    | Wout Poels (NED)       | 35.                    |
| 137                    | Cameron Scott (AUS)    | DNF                    |

| Decathlon-AG2R La Mondiale DAT | Decathlon-AG2R La Mondiale DAT | Decathlon-AG2R La Mondiale DAT |
| ------------------------------ | ------------------------------ | ------------------------------ |
| Nr                             | Kolarz                         | Miejsce                        |
| 141                            | Sam Bennett (IRL)              | DNF                            |
| 142                            | Edvald Boasson Hagen (NOR)     | 78.                            |
| 143                            | Dries De Bondt (BEL)           | 81.                            |
| 144                            | Sander De Pestel (BEL)         | 63.                            |
| 145                            | Stan Dewulf (BEL)              | 82.                            |
| 146                            | Pierre Gautherat (FRA)         | 42.                            |
| 147                            | Oliver Naesen (BEL)            | DNF                            |

| Movistar Team MOV | Movistar Team MOV         | Movistar Team MOV |
| ----------------- | ------------------------- | ----------------- |
| Nr                | Kolarz                    | Miejsce           |
| 151               | Iván García Cortina (ESP) | 43.               |
| 152               | Alex Aranburu (ESP)       | 2.                |
| 153               | Mathias Norsgaard (DEN)   | 89.               |
| 154               | Manlio Moro (ITA)         | DNF               |
| 155               | Vinicius Rangel (BRA)     | 90.               |
| 156               | Sergio Samitier (ESP)     | 18.               |
| 157               | Gonzalo Serrano (ESP)     | 44.               |

| Intermarché-Wanty IWA | Intermarché-Wanty IWA  | Intermarché-Wanty IWA |
| --------------------- | ---------------------- | --------------------- |
| Nr                    | Kolarz                 | Miejsce               |
| 161                   | Georg Zimmermann (GER) | 19.                   |
| 162                   | Kobe Goossens (BEL)    | 6.                    |
| 163                   | Gerben Kuypers (BEL)   | 69.                   |
| 164                   | Laurenz Rex (BEL)      | DNF                   |
| 165                   | Lorenzo Rota (ITA)     | DNF                   |
| 166                   | Mike Teunissen (NED)   | 40.                   |
| 167                   | Gijs Van Hoecke (BEL)  | DNF                   |

| Tudor Pro Cycling Team TUD | Tudor Pro Cycling Team TUD   | Tudor Pro Cycling Team TUD |
| -------------------------- | ---------------------------- | -------------------------- |
| Nr                         | Kolarz                       | Miejsce                    |
| 171                        | Hannes Wilksch (GER)         | 73.                        |
| 172                        | Nils Brun (SUI)              | 93.                        |
| 173                        | Aloïs Charrin (FRA)          | DNF                        |
| 174                        | Lucas Eriksson (SWE) (szosa) | 24.                        |
| 175                        | Miká Heming (GER)            | DNF                        |
| 176                        | Simon Pellaud (SUI)          | 48.                        |
| 177                        | Joël Suter (SUI)             | 96.                        |

| Cofidis COF | Cofidis COF           | Cofidis COF |
| ----------- | --------------------- | ----------- |
| Nr          | Kolarz                | Miejsce     |
| 181         | Axel Zingle (FRA)     | 50.         |
| 182         | Piet Allegaert (BEL)  | DNF         |
| 183         | Aimé De Gendt (BEL)   | 64.         |
| 184         | Alexis Gougeard (FRA) | DNF         |
| 185         | Gorka Izagirre (ESP)  | 68.         |
| 186         | Jonathan Lastra (ESP) | 11.         |
| 187         | Ludovic Robeet (BEL)  | DNF         |

| Alpecin-Deceuninck ADC | Alpecin-Deceuninck ADC     | Alpecin-Deceuninck ADC |
| ---------------------- | -------------------------- | ---------------------- |
| Nr                     | Kolarz                     | Miejsce                |
| 1                      | Søren Kragh Andersen (DEN) | 8.                     |
| 2                      | Juri Hollmann (GER)        | 46.                    |
| 3                      | Axel Laurance (FRA)        | 32.                    |
| 4                      | Xandro Meurisse (BEL)      | 86.                    |
| 5                      | Henri Uhlig (GER)          | 61.                    |
| 6                      | Stan Van Tricht (BEL)      | DNF                    |
| 7                      | Luca Vergallito (ITA)      | 31.                    |

| Bora-Hansgrohe BOH | Bora-Hansgrohe BOH          | Bora-Hansgrohe BOH |
| ------------------ | --------------------------- | ------------------ |
| Nr                 | Kolarz                      | Miejsce            |
| 11                 | Maximilian Schachmann (GER) | 34.                |
| 12                 | Roger Adrià (ESP)           | 5.                 |
| 13                 | Cesare Benedetti (POL)      | 72.                |
| 14                 | Emanuel Buchmann (GER)      | 23.                |
| 15                 | Marco Haller (AUT)          | 21.                |
| 16                 | Sergio Higuita (COL)        | 26.                |
| 17                 | Frederik Wandahl (DEN)      | 70.                |

| Q36.5 Pro Cycling Team Q36 | Q36.5 Pro Cycling Team Q36 | Q36.5 Pro Cycling Team Q36 |
| -------------------------- | -------------------------- | -------------------------- |
| Nr                         | Kolarz                     | Miejsce                    |
| 21                         | Matteo Badilatti (SUI)     | 27.                        |
| 22                         | Gianluca Brambilla (ITA)   | DNF                        |
| 23                         | Fabio Christen (SUI)       | 56.                        |
| 24                         | David de la Cruz (ESP)     | 16.                        |
| 25                         | Alessandro Fancellu (ITA)  | DNF                        |
| 26                         | Frederik Frison (BEL)      | 60.                        |
| 27                         | Jannik Steimle (GER)       | DNF                        |

| UAE Team Emirates UAD | UAE Team Emirates UAD      | UAE Team Emirates UAD |
| --------------------- | -------------------------- | --------------------- |
| Nr                    | Kolarz                     | Miejsce               |
| 31                    | Nils Politt (GER)          | 66.                   |
| 32                    | Filippo Baroncini (ITA)    | 53.                   |
| 33                    | Sjoerd Bax (NED)           | 37.                   |
| 34                    | Jan Christen (SUI)         | 15.                   |
| 35                    | Alessandro Covi (ITA)      | DNF                   |
| 36                    | Marc Hirschi (SUI) (szosa) | 9.                    |
| 37                    | Diego Ulissi (ITA)         | 12.                   |

| Team dsm-firmenich PostNL DFP | Team dsm-firmenich PostNL DFP | Team dsm-firmenich PostNL DFP |
| ----------------------------- | ----------------------------- | ----------------------------- |
| Nr                            | Kolarz                        | Miejsce                       |
| 41                            | John Degenkolb (GER)          | 76.                           |
| 42                            | Patrick Eddy (AUS)            | DNF                           |
| 43                            | Enzo Leijnse (NED)            | 83.                           |
| 44                            | Niklas Märkl (GER)            | DNF                           |
| 45                            | Tim Naberman (NED)            | DNF                           |
| 46                            | Frank van den Broek (NED)     | 20.                           |
| 47                            | Kevin Vermaerke (USA)         | 7.                            |

| Uno-X Mobility UXM | Uno-X Mobility UXM         | Uno-X Mobility UXM |
| ------------------ | -------------------------- | ------------------ |
| Nr                 | Kolarz                     | Miejsce            |
| 51                 | Alexander Kristoff (NOR)   | 45.                |
| 52                 | Jonas Abrahamsen (NOR)     | 51.                |
| 53                 | Odd Christian Eiking (NOR) | 29.                |
| 54                 | Markus Hoelgaard (NOR)     | 10.                |
| 55                 | Ådne Holter (NOR)          | 28.                |
| 56                 | Rasmus Tiller (NOR)        | 79.                |
| 57                 | Søren Wærenskjold (NOR)    | 38.                |

| Israel-Premier Tech IPT | Israel-Premier Tech IPT   | Israel-Premier Tech IPT |
| ----------------------- | ------------------------- | ----------------------- |
| Nr                      | Kolarz                    | Miejsce                 |
| 61                      | Riley Sheehan (USA)       | 3.                      |
| 62                      | Derek Gee (CAN)           | 14.                     |
| 63                      | Mason Hollyman (GBR)      | 65.                     |
| 64                      | Hugo Houle (CAN)          | 71.                     |
| 65                      | Oded Kogut (ISR)          | DNF                     |
| 66                      | Mads Würtz Schmidt (DEN)  | 54.                     |
| 67                      | Michael Schwarzmann (GER) | DNF                     |

| Lidl-Trek TBL | Lidl-Trek TBL               | Lidl-Trek TBL |
| ------------- | --------------------------- | ------------- |
| Nr            | Kolarz                      | Miejsce       |
| 71            | Thibau Nys (BEL)            | 13.           |
| 72            | Giulio Ciccone (ITA)        | 36.           |
| 73            | Tim Declercq (BEL)          | 62.           |
| 74            | Fabio Felline (ITA)         | 59.           |
| 75            | Jacopo Mosca (ITA)          | DNF           |
| 76            | Mathias Vacek (CZE) (szosa) | 47.           |
| 77            | Otto Vergaerde (BEL)        | 87.           |

| Lotto Dstny LTD | Lotto Dstny LTD         | Lotto Dstny LTD |
| --------------- | ----------------------- | --------------- |
| Nr              | Kolarz                  | Miejsce         |
| 81              | Maxim Van Gils (BEL)    | 1.              |
| 82              | Johannes Adamietz (GER) | 88.             |
| 83              | Jasper De Buyst (BEL)   | DNF             |
| 84              | Thomas De Gendt (BEL)   | DNF             |
| 85              | Pascal Eenkhoorn (NED)  | DNF             |
| 86              | Arjen Livyns (BEL)      | DNF             |
| 87              | Liam Slock (BEL)        | 49.             |

| Soudal Quick-Step SOQ | Soudal Quick-Step SOQ   | Soudal Quick-Step SOQ |
| --------------------- | ----------------------- | --------------------- |
| Nr                    | Kolarz                  | Miejsce               |
| 91                    | Paul Magnier (FRA)      | DNF                   |
| 92                    | Ayco Bastiaens (BEL)    | DNF                   |
| 93                    | Gil Gelders (BEL)       | DNF                   |
| 94                    | Yves Lampaert (BEL)     | 52.                   |
| 95                    | Fausto Masnada (ITA)    | 30.                   |
| 96                    | Pepijn Reinderink (NED) | 55.                   |
| 97                    | Warre Vangheluwe (BEL)  | 95.                   |

| EF Education-EasyPost EFE | EF Education-EasyPost EFE          | EF Education-EasyPost EFE |
| ------------------------- | ---------------------------------- | ------------------------- |
| Nr                        | Kolarz                             | Miejsce                   |
| 101                       | Neilson Powless (USA)              | 22.                       |
| 102                       | Owain Doull (GBR)                  | 80.                       |
| 103                       | Ben Healy (IRL) (szosa)            | 74.                       |
| 104                       | Lukas Nerurkar (GBR)               | 4.                        |
| 105                       | Darren Rafferty (IRL)              | 33.                       |
| 106                       | Jonas Rutsch (GER)                 | 17.                       |
| 107                       | Jardi Christiaan van der Lee (NED) | DNF                       |

| Team Jayco AlUla JAY | Team Jayco AlUla JAY   | Team Jayco AlUla JAY |
| -------------------- | ---------------------- | -------------------- |
| Nr                   | Kolarz                 | Miejsce              |
| 111                  | Caleb Ewan (AUS)       | DNF                  |
| 112                  | Felix Engelhardt (GER) | 58.                  |
| 113                  | Anders Foldager (DEN)  | 41.                  |
| 114                  | Kelland O’Brien (AUS)  | 94.                  |
| 115                  | Mauro Schmid (SUI)     | DNF                  |
| 116                  | Callum Scotson (AUS)   | 25.                  |
| 117                  | Max Walscheid (GER)    | 77.                  |

| Arkéa-B&B Hotels ARK | Arkéa-B&B Hotels ARK     | Arkéa-B&B Hotels ARK |
| -------------------- | ------------------------ | -------------------- |
| Nr                   | Kolarz                   | Miejsce              |
| 121                  | Vincenzo Albanese (ITA)  | 57.                  |
| 122                  | Amaury Capiot (BEL)      | 92.                  |
| 123                  | Thibault Guernalec (FRA) | 93.                  |
| 124                  | Simon Guglielmi (FRA)    | 75.                  |
| 125                  | Laurens Huys (BEL)       | DNF                  |
| 126                  | Mathis Le Berre (FRA)    | 67.                  |
| 127                  | Matis Louvel (FRA)       | DNF                  |

| Bahrain Victorious TBV | Bahrain Victorious TBV | Bahrain Victorious TBV |
| ---------------------- | ---------------------- | ---------------------- |
| Nr                     | Kolarz                 | Miejsce                |
| 131                    | Nikias Arndt (GER)     | DNF                    |
| 132                    | Yukiya Arashiro (JPN)  | 84.                    |
| 133                    | Nicolo Buratti (ITA)   | 85.                    |
| 134                    | Matevž Govekar (SLO)   | 39.                    |
| 135                    | Jack Haig (AUS)        | DNS                    |
| 136                    | Wout Poels (NED)       | 35.                    |
| 137                    | Cameron Scott (AUS)    | DNF                    |

| Decathlon-AG2R La Mondiale DAT | Decathlon-AG2R La Mondiale DAT | Decathlon-AG2R La Mondiale DAT |
| ------------------------------ | ------------------------------ | ------------------------------ |
| Nr                             | Kolarz                         | Miejsce                        |
| 141                            | Sam Bennett (IRL)              | DNF                            |
| 142                            | Edvald Boasson Hagen (NOR)     | 78.                            |
| 143                            | Dries De Bondt (BEL)           | 81.                            |
| 144                            | Sander De Pestel (BEL)         | 63.                            |
| 145                            | Stan Dewulf (BEL)              | 82.                            |
| 146                            | Pierre Gautherat (FRA)         | 42.                            |
| 147                            | Oliver Naesen (BEL)            | DNF                            |

| Movistar Team MOV | Movistar Team MOV         | Movistar Team MOV |
| ----------------- | ------------------------- | ----------------- |
| Nr                | Kolarz                    | Miejsce           |
| 151               | Iván García Cortina (ESP) | 43.               |
| 152               | Alex Aranburu (ESP)       | 2.                |
| 153               | Mathias Norsgaard (DEN)   | 89.               |
| 154               | Manlio Moro (ITA)         | DNF               |
| 155               | Vinicius Rangel (BRA)     | 90.               |
| 156               | Sergio Samitier (ESP)     | 18.               |
| 157               | Gonzalo Serrano (ESP)     | 44.               |

| Intermarché-Wanty IWA | Intermarché-Wanty IWA  | Intermarché-Wanty IWA |
| --------------------- | ---------------------- | --------------------- |
| Nr                    | Kolarz                 | Miejsce               |
| 161                   | Georg Zimmermann (GER) | 19.                   |
| 162                   | Kobe Goossens (BEL)    | 6.                    |
| 163                   | Gerben Kuypers (BEL)   | 69.                   |
| 164                   | Laurenz Rex (BEL)      | DNF                   |
| 165                   | Lorenzo Rota (ITA)     | DNF                   |
| 166                   | Mike Teunissen (NED)   | 40.                   |
| 167                   | Gijs Van Hoecke (BEL)  | DNF                   |

| Tudor Pro Cycling Team TUD | Tudor Pro Cycling Team TUD   | Tudor Pro Cycling Team TUD |
| -------------------------- | ---------------------------- | -------------------------- |
| Nr                         | Kolarz                       | Miejsce                    |
| 171                        | Hannes Wilksch (GER)         | 73.                        |
| 172                        | Nils Brun (SUI)              | 93.                        |
| 173                        | Aloïs Charrin (FRA)          | DNF                        |
| 174                        | Lucas Eriksson (SWE) (szosa) | 24.                        |
| 175                        | Miká Heming (GER)            | DNF                        |
| 176                        | Simon Pellaud (SUI)          | 48.                        |
| 177                        | Joël Suter (SUI)             | 96.                        |

| Cofidis COF | Cofidis COF           | Cofidis COF |
| ----------- | --------------------- | ----------- |
| Nr          | Kolarz                | Miejsce     |
| 181         | Axel Zingle (FRA)     | 50.         |
| 182         | Piet Allegaert (BEL)  | DNF         |
| 183         | Aimé De Gendt (BEL)   | 64.         |
| 184         | Alexis Gougeard (FRA) | DNF         |
| 185         | Gorka Izagirre (ESP)  | 68.         |
| 186         | Jonathan Lastra (ESP) | 11.         |
| 187         | Ludovic Robeet (BEL)  | DNF         |

Legenda: DNF – nie ukończył, OTL – przekroczył limit czasu, DNS – nie wystartował, DSQ – zdyskwalifikowany.

## Klasyfikacja generalna
| \| Klasyfikacja generalna \| Klasyfikacja generalna \| Klasyfikacja generalna \| Klasyfikacja generalna \| Klasyfikacja generalna \| \| Kolarz \| Kolarz \| Państwo \| Drużyna \| Czas \| \| ---------------------- \| ---------------------- \| ---------------------- \| ------------------------- \| ---------------------- \| \| 1. \| Maxim Van Gils \| Belgia \| Lotto Dstny \| 4h 46' 48" \| \| 2. \| Alex Aranburu \| Hiszpania \| Movistar Team \| + 0" \| \| 3. \| Riley Sheehan \| Stany Zjednoczone \| Israel-Premier Tech \| + 0" \| \| 4. \| Lukas Nerurkar \| Wielka Brytania \| EF Education-EasyPost \| + 0" \| \| 5. \| Roger Adrià \| Hiszpania \| Bora-Hansgrohe \| + 0" \| \| 6. \| Kobe Goossens \| Belgia \| Intermarché-Wanty \| + 0" \| \| 7. \| Kevin Vermaerke \| Stany Zjednoczone \| Team dsm-firmenich PostNL \| + 0" \| \| 8. \| Søren Kragh Andersen \| Dania \| Alpecin-Deceuninck \| + 0" \| \| 9. \| Marc Hirschi \| Szwajcaria \| UAE Team Emirates \| + 0" \| \| 10. \| Markus Hoelgaard \| Norwegia \| Uno-X Mobility \| + 0" \| |                      |                   |                           |            |
| |                      |                   |                           |            |
| Źródło: ProCyclingStats |                      |                   |                           |            |
| Klasyfikacja generalna |                      |                   |                           |            |
| Kolarz | Kolarz               | Państwo           | Drużyna                   | Czas       |
| 1. | Maxim Van Gils       | Belgia            | Lotto Dstny               | 4h 46' 48" |
| 2. | Alex Aranburu        | Hiszpania         | Movistar Team             | + 0"       |
| 3. | Riley Sheehan        | Stany Zjednoczone | Israel-Premier Tech       | + 0"       |
| 4. | Lukas Nerurkar       | Wielka Brytania   | EF Education-EasyPost     | + 0"       |
| 5. | Roger Adrià          | Hiszpania         | Bora-Hansgrohe            | + 0"       |
| 6. | Kobe Goossens        | Belgia            | Intermarché-Wanty         | + 0"       |
| 7. | Kevin Vermaerke      | Stany Zjednoczone | Team dsm-firmenich PostNL | + 0"       |
| 8. | Søren Kragh Andersen | Dania             | Alpecin-Deceuninck        | + 0"       |
| 9. | Marc Hirschi         | Szwajcaria        | UAE Team Emirates         | + 0"       |
| 10. | Markus Hoelgaard     | Norwegia          | Uno-X Mobility            | + 0"       |